# Max von Sydow
Max von Sydow (/vɒn ˈsiːdoʊ/; tiếng Thụy Điển: [ˈmaks fɔn ˈsyːdɔv]; tên khai sinh: Carl Adolf von Sydow, sinh ngày 10 tháng 4 năm 1929–8 tháng 3 nǎm 2020) là một nam diễn viên người Thụy Điển. Ông cũng có quốc tịch Pháp từ năm 2002.

## Thời thơ ấu
Von Sydow sinh ra tại Lund. Cha ông là Carl Wilhelm von Sydow và mẹ ông là Maria Margareta "Greta".